# Scotophilus borbonicus
Scotophilus borbonicus е вид бозайник от семейство Гладконоси прилепи (Vespertilionidae).

## Разпространение
Видът е разпространен в Мадагаскар и Реюнион.